# 出雲大東站
出雲大東站（日语：／ Izumo-Daitō eki */?）是位於島根縣雲南市大東町飯田，西日本旅客鐵道（JR西日本）木次線的車站。

## 歷史
- 1916年（大正5年）10月11日 - 簸上鐵道開通，大東町站啟用[1]。
  - 當時車站地址為島根縣大原郡春殖村飯田。
- 1934年（昭和9年）8月1日 - 簸上鐵道國有化，成為國有鐵道木次線的車站[2]，同時車站改名為出雲大東站。
- 1951年（昭和26年）4月1日 - 隨著大東町（日语：大東町 (島根県)）（第二次）成立，車站地址變為島根縣大原郡大東町飯田。
- 1987年（昭和62年）4月1日 - 伴隨國鐵分割民營化，車站由西日本旅客鐵道（JR西日本）營運。
- 1990年（平成2年）
  - 3月10日 - 成為無人車站[3]。實際上開始簡易委託前，日間設有職員負責售票和檢票。
  - 6月1日 - 成為簡易委託車站。
- 2004年（平成16年）11月1日 - 隨著雲南市成立，車站地址變為島根縣雲南市大東町飯田。
- 2007年（平成19年）9月28日 - 新車站大樓開始使用。車站由「雲南市出雲大東站管理組合」管理[4]。
- 2016年（平成28年）
  - 3月31日 - 「雲南市出雲大東站管理組合」不再管理車站大樓[5]。
  - 4月1日 - 車站大樓開始由「綢」管理[6][7]。

## 車站構造

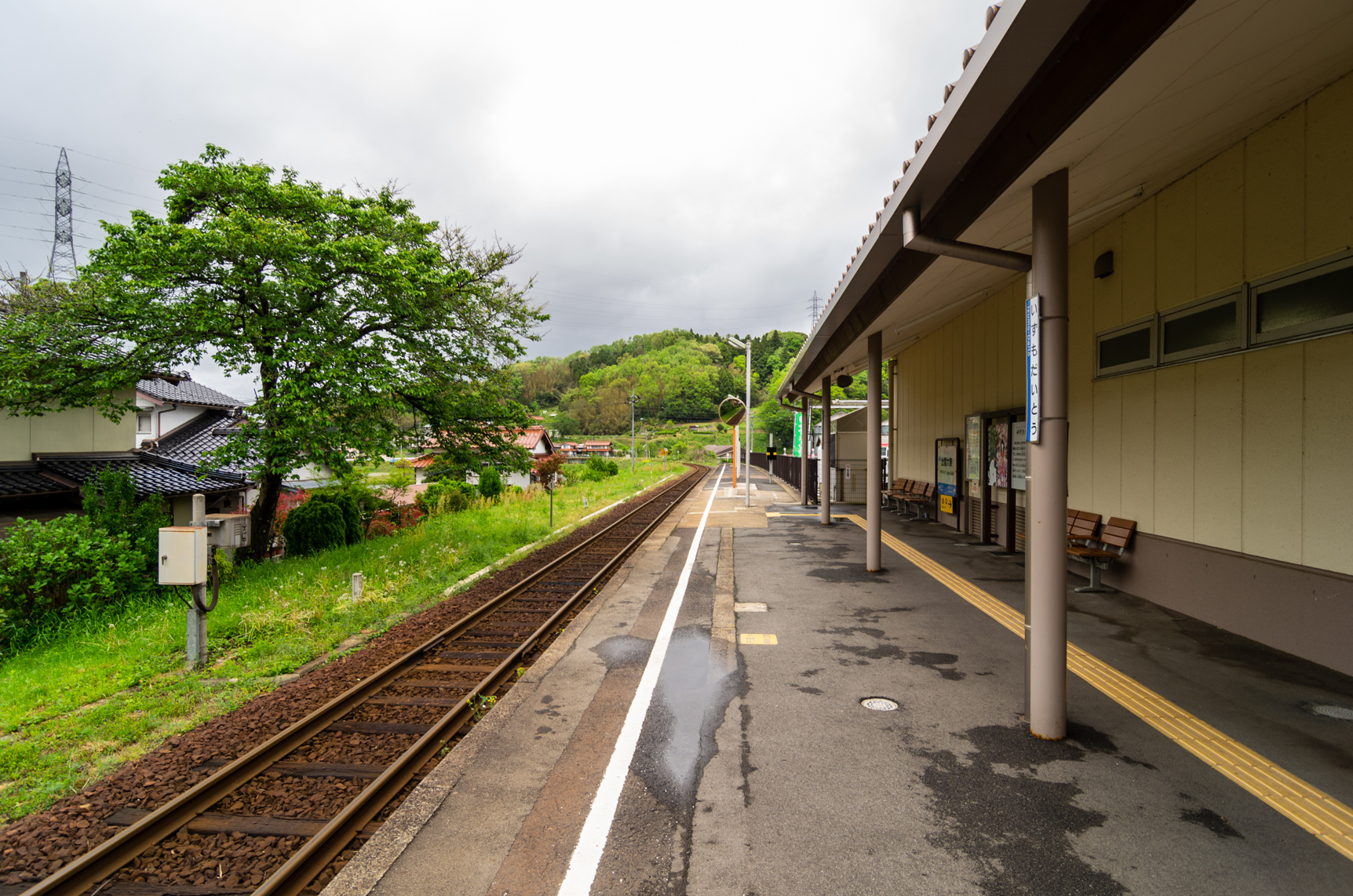
站內（2012年5月）

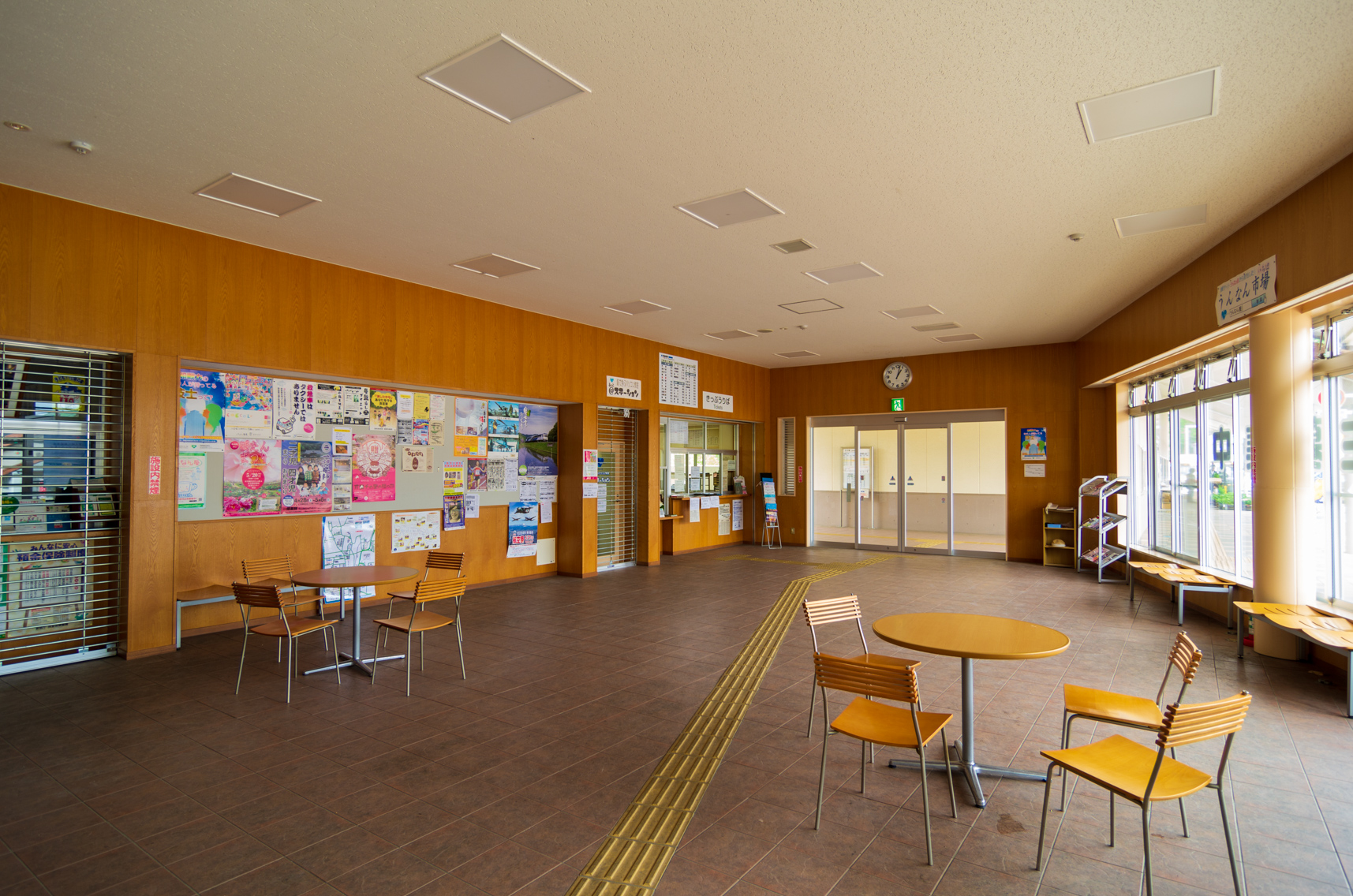
車站大樓內

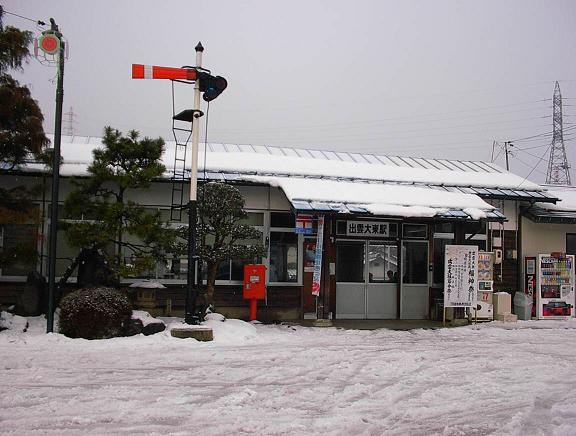
舊車站大樓（2003年2月）

車站是一座地面車站，設有1面1線的單式月台。前往備後落合方向的列車會開啟左邊車門。
此站是由木次鐵道部管理的簡易委託車站。車站大樓由「綢」管理。
曾經此站設有1面2線的島式月台，現時1線已經撤走。另外，在停用路軌遺址建設新車站大樓。
隨著進行JR出雲大東站周邊工程，便把木製車站大樓撤走。在2007年9月，新車站大樓開始使用。新車站大樓內設有雲南市的特產品販賣所和電腦教室。站內設有大型候車室和市民休憩廣場。
另外，站內會舉行市民親睦交流活動，名為「親睦祭」。祭典會在每年不定期舉行數次，祭典內設有迷你音樂會，而當地市場也會比較熱鬧。

## 車站周邊
- 雲南市立醫院（日语：雲南市立病院）
- 島根縣立大東高等學校（日语：島根県立大東高等学校）
- 出雲大東郵局（日语：出雲大東郵便局）
- 大東稅務署
- 大東站前簡易郵局

## 巴士路線
- 一畑巴士　經松江站前往一畑巴士總部。
- 雲南市民巴士（日语：雲南市民バス）　前往木次巴士中心。

## 使用狀況
根據「島根縣統計書」，以下為近年一日平均乘車人次列表。此站是木次線內最多人使用（不計劃轉乘站，第二名為木次站）。
| 乘車人次變化 | 乘車人次變化 |
| 年度         | 1日平均人次  |
| ------------ | ------------ |
| 1994         | 334          |
| 1995         | 396          |
| 1996         | -            |
| 1997         | -            |
| 1998         | -            |
| 1999         | 285          |
| 2000         | 296          |
| 2001         | 297          |
| 2002         | 252          |
| 2003         | 221          |
| 2004         | 221          |
| 2005         | 199          |
| 2006         | 202          |
| 2007         | 187          |
| 2008         | 198          |
| 2009         | 187          |
| 2010         | 185          |
| 2011         | 187          |
| 2012         | 174          |
| 2013         | 178          |
| 2014         | 164          |
| 2015         | 163          |
| 2016         | 162          |
| 2017         | 152          |
| 2018         | 154          |

## 相鄰車站
西日本旅客鐵道
 木次線
幡屋－出雲大東－南大東

## 注腳
1. ↑  《官報》1916年10月20日（國立國會圖書館數碼化收藏）
2. ↑  「鉄道省告示第337号」《官報》1934年7月28日（國立國會圖書館數碼化收購）
3. ↑  《JR気動車客車編成表》90年版 JRR 1990年 ISBN 4-88283-111-2
4. 1 2   (PDF). 雲南市. 2007年11月  [2018-07-11]. （原始内容 (PDF)存档于2021-10-07） （日语）.
5. ↑   (PDF). 雲南市.   [2018-07-11]. （原始内容 (PDF)存档于2018-07-11） （日语）.
6. 1 2   (PDF). 雲南市. 2017-04-01  [2018-07-11]. （原始内容 (PDF)存档于2021-10-07） （日语）.
7. 1 2  . 木次線利活用推進協議会.   [2018-07-11]. （原始内容存档于2021-10-08） （日语）.
8. ↑  雲南市・飯南町事務組合 2008年1月23日の項目（日語） 的存檔，存档日期2008年11月20日，.
9. ↑  みんなの町の情報サイト◎うんなん屋◎（日語） 的存檔，存档日期2012年11月16日，.
10. ↑  島根縣統計書

## 外部連結
- 出雲大東｜車站資訊：JR出門網 - 西日本旅客鐵道（日語）